# جامعة معمار سنان للفنون الجميلة
جامعة مِعمار سِنان للفنون الجميلة (بالتركية Mimar Sinan Güzel Sanatlar Üniversitesi ؛ اختصاراً MSGSÜ) هي جامعة حكومية تركية للتعليم العالي للفنون الجميلة. تقع في منطقة فينديكلي في إسطنبول، تركيا.
في الذكرى المئويّة لتأسيسها عام 1982م واعترافاً بمنجزات معمار سنان رئيس أشهر المعماريين خلال حكم السلاطين العثمانيين الأربعة، تم تغيير اسم أكاديمية الفنون في إسطنبول إلى جامعة معمار سنان للفنون الجميلة.

## مشاهير الخريجين وأعضاء هيئة التدريس
- عثمان حمدي بيك (1842-1910) - عالم آثار عثماني ومدير متحف ورسام ومفكر وخبير فني وأحد الرواد التشكيليين في عصره كما كان معماريا بارزا متمكنا، ويعتبر أول خبير ترميم ومن أول من أسس المتاحف في تركيا والمؤسس للمتحف التركي المعماري، ومؤسس المدرسة التركية للفنون الجميلة المعروفة باسم دار الصنائع النفيسة ومكانها اليوم أكاديمية المعمار سنان للفنون.وأول رئيس لبلدية قاضي كوي.
- برونو تاوت - معماري ألماني (1880-1938).
- بينار سيليك - مواليد 1971، عالمة اجتماع تركية، وكاتبة، ومفكرة.
- بيرغوزار كوريل - مواليد 1982، ممثلة تركية.

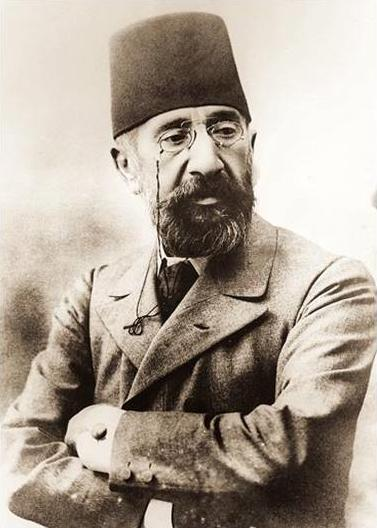
المؤسس عثمان حمدي بيك.

## الوحدات الأكاديمية
- كلية العلوم الطبيعية والآداب (علم الآثار، علم التربية، والفيزياء، والإحصاءات، والرياضيات، وتاريخ الفن وعلم الاجتماع، والتاريخ، والأدب وفقه اللغة التركية).
- كلية الفنون الجميلة (التصوير، والحرف اليدوية التقليدية التركية، والتصميم الجرافيكي، والنحت، والرسم، والتصميم مرحلة ومرحلة الملابس والسيراميك الفن وفن الزجاج والسينما والتلفزيون، تصميم النسيج وتصميم الأزياء، وتجليد الكتب، والخط والسجاد وتصميم المنسوجات القديمة)، تجديد وحفظ الأعمال الفنية (الرسم والنحت).
- كلية الهندسة المعمارية (التصميم الصناعي والهندسة المعمارية الداخلية والهندسة المعمارية والتخطيط الحضري والتخطيط الإقليمي).
- المعهد الموسيقي (الموسيقى وعلم الموسيقى، الفنون المسرحية).
- مدرسة مهنية (تصميم النسيج والترميم المعماري).

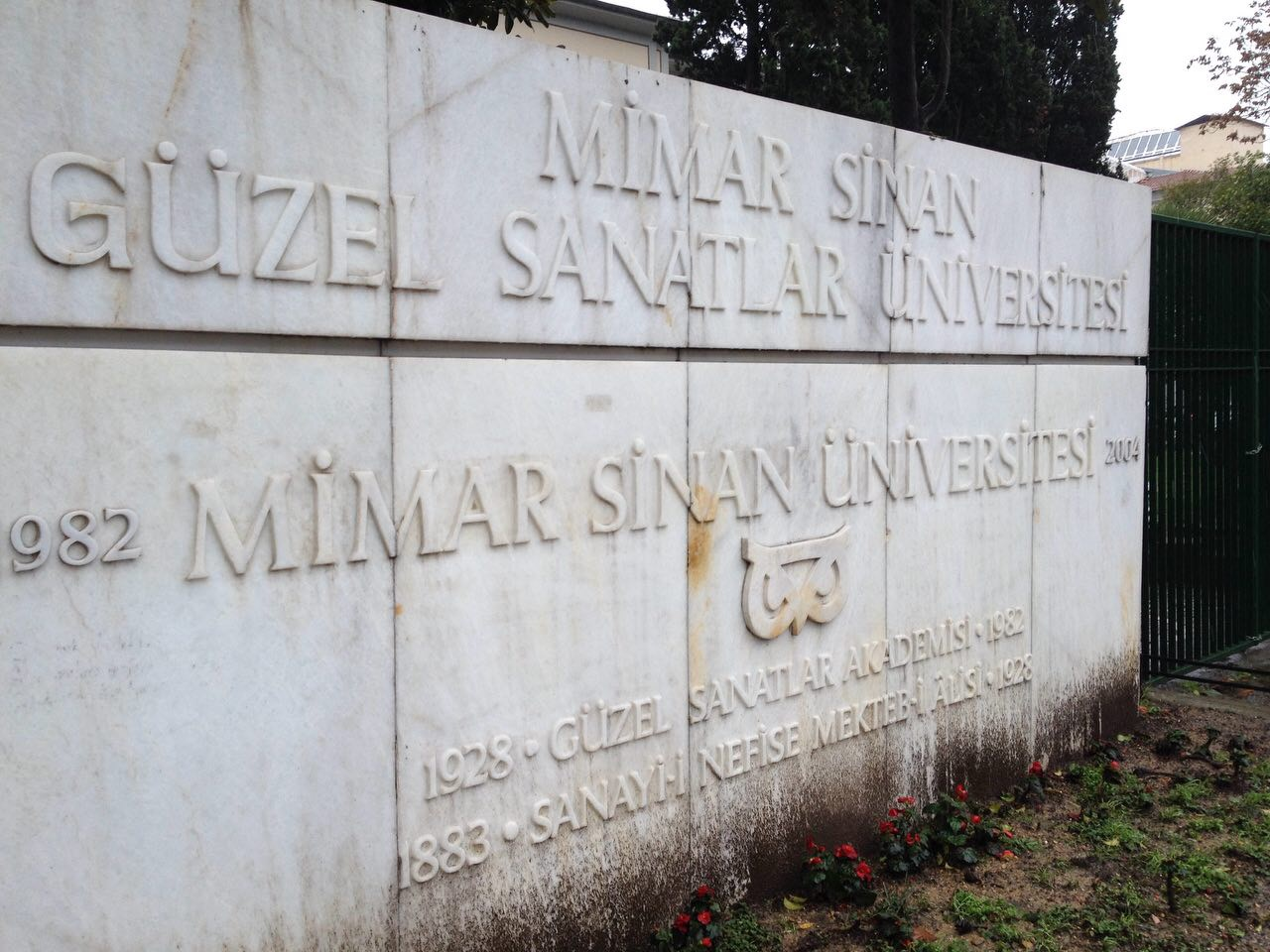
لوحة رخامية باسم وشعار الجامعة على سور المدخل.

- معهد العلوم الطبيعية.
- معهد العلوم الاجتماعية.
- معهد الفنون الجميلة.
- كلية المعلوماتية.

## وصلات خارجية
- الموقع الرسمي للجامعة بالتركية
- معمار سنان بالتركية
- معمار سنان بوابة الطلبة بالتركية